# Собор Святого Иосифа (Васто)
Собор Святого Иосифа (итал. Concattedrale di San Giuseppe) — собор архиепархии Кьети-Васто Римско-католической церкви в городе Васто, в провинции Кьети, в регионе Абруццо, в Италии.

## История
От древней средневековой церкви XIII века, освященной в честь Святой Маргариты, сохранились только фасад с порталом и круглое окно-роза XIV века. Изначально это был монастырский храм. В XVII веке он был переосвящен в честь Святого Августина, а в 1808 году в честь Святого Иосифа, и всё это время церковь оставалась в первозданном виде.
Следуя традиции храмов нищенствующих орденов XIII—XIV веков, церковь имеет единственный неф, потолок-ферму и апсиду со сводом. Церковь была расширена в XIX и XX веках. От оригинальной церкви остались монофора на северной стороне и некоторые другие элементы. В 1895 году было проведено несколько реконструкций. В 1980-х годах храм получил повреждения из-за работ в монастырском дворе.

## Описание
Во внешнем убранстве храма присутствуют окна-розы, карнизы и портал. Портал украшен пилсятрами и архитравом древнеримской эпохи. Колокольня была восстановлена в XVIII веке, однако, от эпохи средневековья сохранилось основание со стрельчатыми арками, карнизами и стены. Интерьер нефа с трансептом окрашен двухцветным искусственным камнем с фресками Акилле Карневале 1923 года.